# قشلاق‌قاضی
قشلاق‌قاضی(به کردی: قشڵاخ قازی، Qişllazqazî) روستایی از توابع بخش سرشیو شهرستان سقز است که در استان کردستان ایران قرار دارد.

## جمعیت
این روستا در دهستان ذوالفقار واقع شده و براساس سرشماری سال ۱۳۸۵، جمعیت آن ۷۶ نفر (۱۲ خانوار) بوده‌است.